# Secret of my heart (음반)
《Secret of my heart》(시크릿 오브 마이 하트)는 2002년 1월 10일에 발매된 쿠라키 마이의 전미 1번째 정규 음반이다. GIZA USA에서 발매.

## 개요
- 전미 데뷔 음반. 명의는 전미 데뷔 싱글과 같이 ‘Mai-K’를 사용. 2011년 현재 마지막의 전미 활동작품으로 전미 데뷔싱글곡 〈Baby I Like〉도 수록되어있다.

## 수록곡
1. Secret of my heart
  - 작사: 쿠라키 마이, 작곡: 오노 아이카, 편곡: ZOD

3번째 싱글. 전체 영어가사로 어레인지도 일본판과는 다르다. 표제곡.
2. Did I Hear You Say That You're In Love
  - 작사: Tommo, 작곡: Jeffrey Qwest

전미 1번째 싱글 〈Baby I Like〉 커플링곡.
3. NEVER GONNA GIVE YOU UP
  - 작사: 쿠라키 마이, M. Africk, 작곡: M. Africk, M. Pessoa, 페리 게이어, 편곡: Cybersound

4번째 싱글. 일본판에서 수록된 악곡 중에서 유일, 영어 번역이나 리어레인지가 일절 이루어져있지 않은 악곡.
4. Baby I Like
  - 작사: Yoko B. Stone, 작곡: Yoko B. Stone

전미 1번째 싱글.
5. Stay by my side
  - 작사: 쿠라키 마이, 작곡: 오노 아이카, 편곡: ZOD

2번째 싱글. 전체 영어 번역가사로 어레인지도 일본판과는 다르다.
6. Can't get enough (gimme your love)
  - 작사 · 작곡: Yoko B. Stone, 편곡: Cybersound

1번째 음반 《delicious way》의 6번째 트랙. 전체 영어가사이지만, 가사에 일부 일본어가 사용되고 있다.
7. Delicious Way
  - 작사: 쿠라키 마이, 작곡: 오노 아이카, 편곡: ZOD

1번째 음반 《delicious way》의 표제곡. 전체 영어가사로 어레인지도 일본판과는 다르다.
8. Love, Day After Tomorrow
  - 작사: 쿠라키 마이, 작곡: 오노 아이카, 편곡: ZOD

1번째 싱글. 전체 영어가사로 어레인지도 일본판과는 다르다.
9. Stepping ∞ Out
  - 작사: 쿠라키 마이, 작곡 · 편곡: Yoko B. Stone

1번째 음반 《delicious way》의 4번째 트랙. 전체 영어가사이지만, 가사에 일부 일본어가 사용되고 있다.
10. Baby Tonight (You & Me)
  - 작사: 쿠라키 마이, M. Africk, 작곡: Yoko B. Stone, 카사하라 토모오, 편곡: Yoko B. Stone

1번째 음반 《delicious way》의 5번째 트랙이다. 전체 영어가사이다.
11. Baby I Like (Extacy Vocal Mix)
  - 작사: Yoko B. Stone, 작곡: Yoko B. Stone, 편곡: Justin Strauss

전미 1번째 싱글의 리믹스판.
12. 's All Right (DJ ME-YA Radical Beart Mix)
  - 작사: Yoko B. Stone, 작곡: Yoko B. Stone, 편곡: DJ ME-YA

전미 1번째 싱글 〈Baby I Like〉 커플링곡의 리믹스판.